# Terry Fox
Pour les articles homonymes, voir Fox.
Terrance Stanley Fox, dit Terry Fox, est un athlète, humanitaire et militant canadien pour la recherche dédiée au traitement du cancer, né le 28 juillet 1958 à Winnipeg (Manitoba) et mort le 28 juin 1981 à New Westminster (Colombie-Britannique). 
Il devient célèbre pour son « Marathon de l'espoir », un périple trans-canadien qu'il entreprit afin de prélever des fonds pour la recherche contre le cancer ; il courut ce marathon malgré une jambe artificielle. Il est considéré comme un des plus grands héros canadiens du XXe siècle. Compagnon de l’Ordre du Canada, sa mémoire est honorée chaque année, au mois de septembre, lorsque la population participe à la Course Terry Fox. Désormais organisé à l'échelle planétaire, cet événement avait permis d'accumuler près de 200 millions de dollars au profit de la recherche pour lutter contre le cancer en 2016.

## Biographie
Terry Fox naît à Winnipeg en 1958, il est le fils de Rolland, salarié de la Compagnie des chemins de fer nationaux du Canada, et de Betty Fox. Terry a deux frères, Fred Fox, l’aîné, et Darrell Fox, le cadet, ainsi qu'une sœur cadette, Judith Fox. La famille déménage à Surrey en Colombie-Britannique en 1966, puis s'installe à Port Coquitlam en 1968. Les parents se dévouent entièrement à la famille, notamment la mère de Terry qui est très protectrice. C'est par cela que Terry devient très tôt dans son enfance un sportif accompli, montrant une préférence marquée pour le plongeon. Quatre points le caractérisent : il aime d'abord de nombreux sports notamment le football, le rugby, le baseball, et le basket-ball ; il est de petite taille et doit donc travailler plus fort que ses pairs plus grands ; il a l'esprit de compétition ; et finalement il possède une détermination sans faille.

### Le sportif
Pendant son secondaire, Terry aime jouer au basket-ball et désire jouer comme arrière dans l'équipe des Cobras de Mary Hill, mais il mesure alors seulement 1,52 m et n'est pas un bon joueur. Afin d'atteindre son but, il décide de s'entraîner chaque jour afin d'améliorer la qualité de son jeu. À l'âge de dix-sept ans, il est considéré comme un très bon arrière, puis, parvenu au collège, il devient l'arrière partant des Corbeaux de Port Coquitlam grâce à sa détermination.
Sur les conseils de Bob McGill, son professeur d'éducation physique, il pratique également la course de fond.
Tout au long de son adolescence, il gagne de nombreuses médailles dans des compétitions de natation et de plongeon et impressionne son entourage par son endurance et sa détermination. Bien que plusieurs de ses entraîneurs lui conseillent de demeurer dans la pratique des sports nautiques et de s'entraîner de façon professionnelle, Terry rêve plutôt de devenir professeur d'éducation physique. Après l'obtention haut la main de son diplôme d'éducation secondaire au collège de Port Coquitlam (qui est maintenant nommé en son honneur Terry Fox Secondary School), il étudie la kinésiologie à l'université Simon Fraser de Burnaby, Colombie Britannique. Terry devient actif dans la vie étudiante de l'université et participe à un nombre important de clubs et de groupes sur le campus.

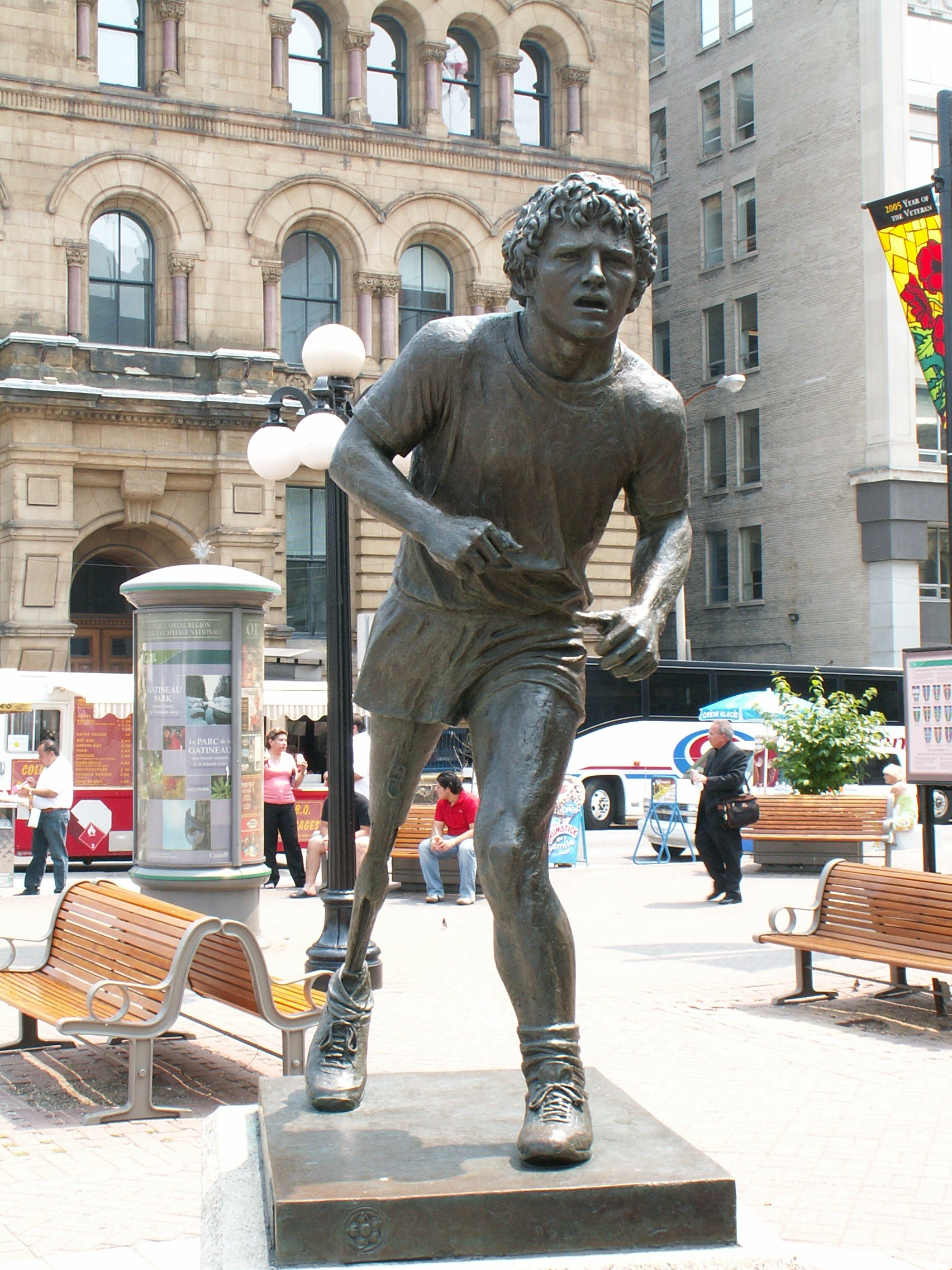
La statue de Terry Fox à Ottawa.

### Ostéosarcome
Le 12 novembre 1976, Terry a un accident de voiture en rentrant chez lui, après avoir été distrait par des travaux sur un pont aux abords de la route. Il s'en sort quasiment indemne, bien que sa voiture soit détruite dans l'accident. Sa seule blessure est une douleur diffuse au genou droit. En décembre, la douleur revient, mais Terry décide de ne pas s'en préoccuper avant la fin de la saison universitaire de basket. Pourtant, la douleur s'intensifie au fil des mois, au point qu’il doit aller à l'hôpital en mars 1977. Les médecins lui diagnostiquent alors un ostéosarcome, une forme de cancer qui atteint plus souvent les hommes que les femmes, souvent entre les âges de 10 et 25 ans. Ce cancer débute très souvent dans le genou, puis se répand dans les muscles et les tendons. Après le diagnostic de Terry, le seul traitement possible est de lui amputer la jambe plusieurs centimètres au-dessus du genou (6 pouces, soit environ 15 centimètres).

Terry était persuadé que la blessure subie lors de l'accident de 1976 avait affaibli son genou et l'avait rendu plus vulnérable au cancer, bien que ses médecins ne soient pas de cet avis. Les causes de l'ostéosarcome ne sont pas connues.

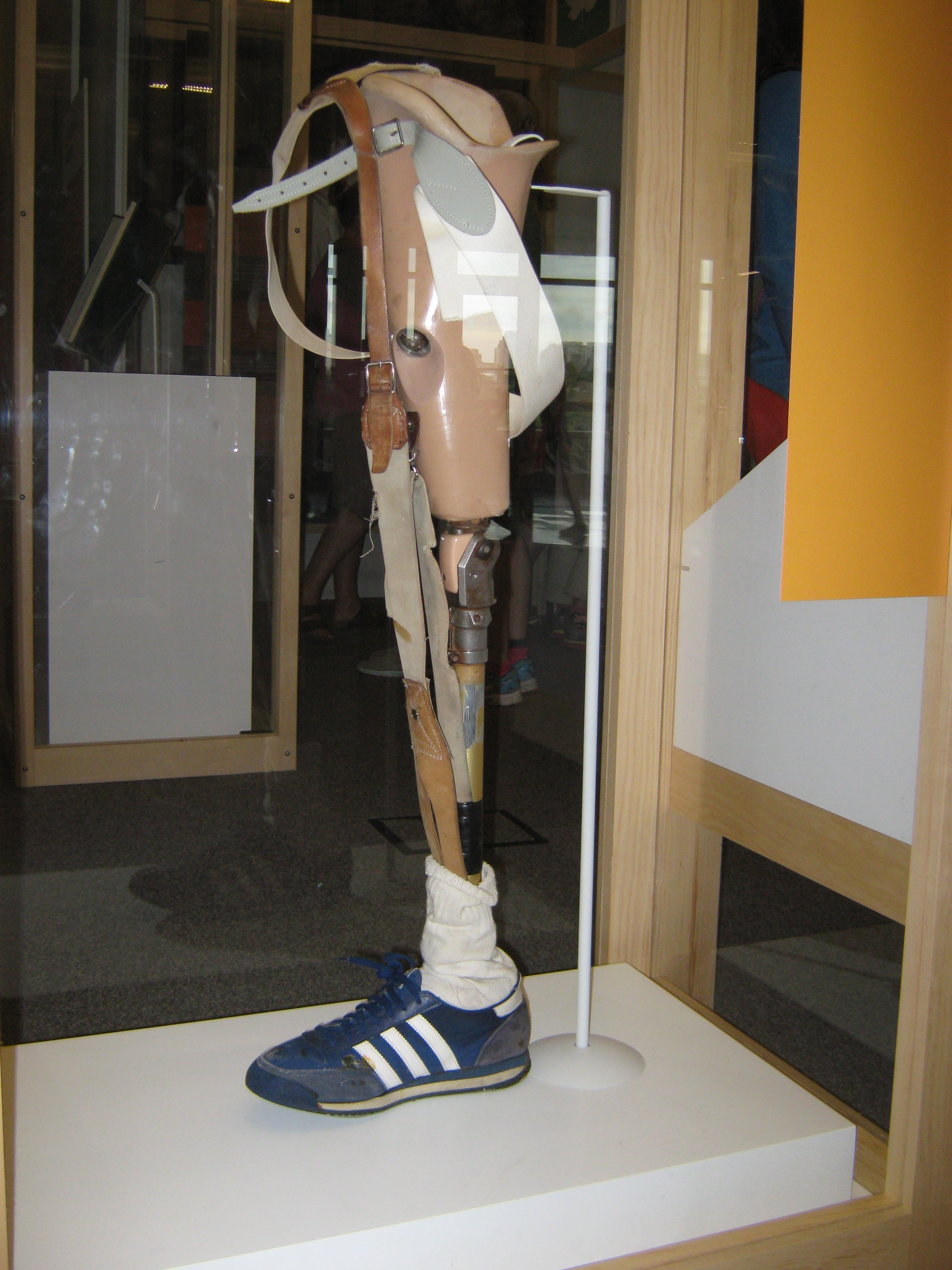
La prothèse favorite que Terry Fox utilisa pour Le Marathon de l'espoir.

Seulement trois semaines après son amputation, Terry Fox arrive à marcher à l'aide d'une jambe artificielle, impressionnant les médecins par son enthousiasme et son acharnement pour se rétablir. À l'été 1977, Rick Hansen, un employé de l'Association canadienne des sports en fauteuil roulant, lui propose de s'essayer au basket en fauteuil roulant. Deux mois après s'être essayé pour la première fois à ce sport, Terry devient membre de l'équipe des Cable Cars de Vancouver, et gagne le championnat national à Edmonton. Il remporte trois titres de champion avec cette équipe, et est même nommé dans l'équipe All-Stars pour la saison 1979-1980.
Cependant, trois ans après avoir perdu sa jambe, le jeune athlète décide d'accomplir le projet qu'il avait imaginé juste après son amputation : parcourir le Canada d'un océan à l'autre afin de recueillir des fonds pour la recherche contre le cancer. En effet, lors du diagnostic de sa maladie, le médecin lui avait dit qu'il avait 50 % de chances de survivre, comparé à seulement 15 % quelques années plus tôt. Ce progrès si important, accompli en si peu de temps grâce à la recherche, avait grandement impressionné Terry. En créant le Marathon de l'espoir, son but est d'obtenir 1 dollar de chaque citoyen canadien.

### Le Marathon de l'espoir
Pendant 18 mois, Terry Fox se prépare en accumulant 5 000 kilomètres de courses.
Pour marquer le début de son périple, le 12 avril 1980, Terry trempe sa jambe dans l'océan Atlantique à Saint-Jean de Terre-Neuve. Il a l'intention de la tremper à nouveau dans l'océan Pacifique à son arrivée à Victoria, à l'extrême ouest de la Colombie-Britannique. Il remplit également deux bouteilles de l'eau de l'Atlantique, désirant en conserver une en souvenir et verser l'autre dans le Pacifique. Il espère courir en moyenne 42 km par jour, la distance normale d'un marathon. Personne n'a alors jamais réalisé ce que Terry tente d'accomplir.
Terry Fox traverse successivement Terre-Neuve, l'Île-du-Prince-Édouard, la Nouvelle-Écosse, le Nouveau-Brunswick et le Québec. Mais, après avoir traversé une grande partie de l'Ontario, il se sent très mal. Les rayons X révèlent dans le poumon droit de Terry une masse cancéreuse de la taille d'une balle de golf, et une autre de la taille d'un citron dans le gauche. Ce sont des métastases de son cancer des os. Il est forcé d'arrêter son marathon le 1er septembre 1980 au nord-est de Thunder Bay (Ontario), après 143 jours. Il a couru sur une distance de 5 373 km (soit près de 42 km/jour).
Peu après que Terry a dû arrêter, le réseau de télévision CTV organise un téléthon afin de recueillir des sommes additionnelles pour sa cause. Toutes les personnalités connues pouvant se rendre à Toronto sont invitées à participer, et l’événement accumule plusieurs millions de dollars. Un grand nombre des invités ont contribué financièrement à l’œuvre de Terry ; l'acteur de télévision Lee Majors a appelé Terry « le vrai homme qui valait six millions »[réf. nécessaire].

### Mort

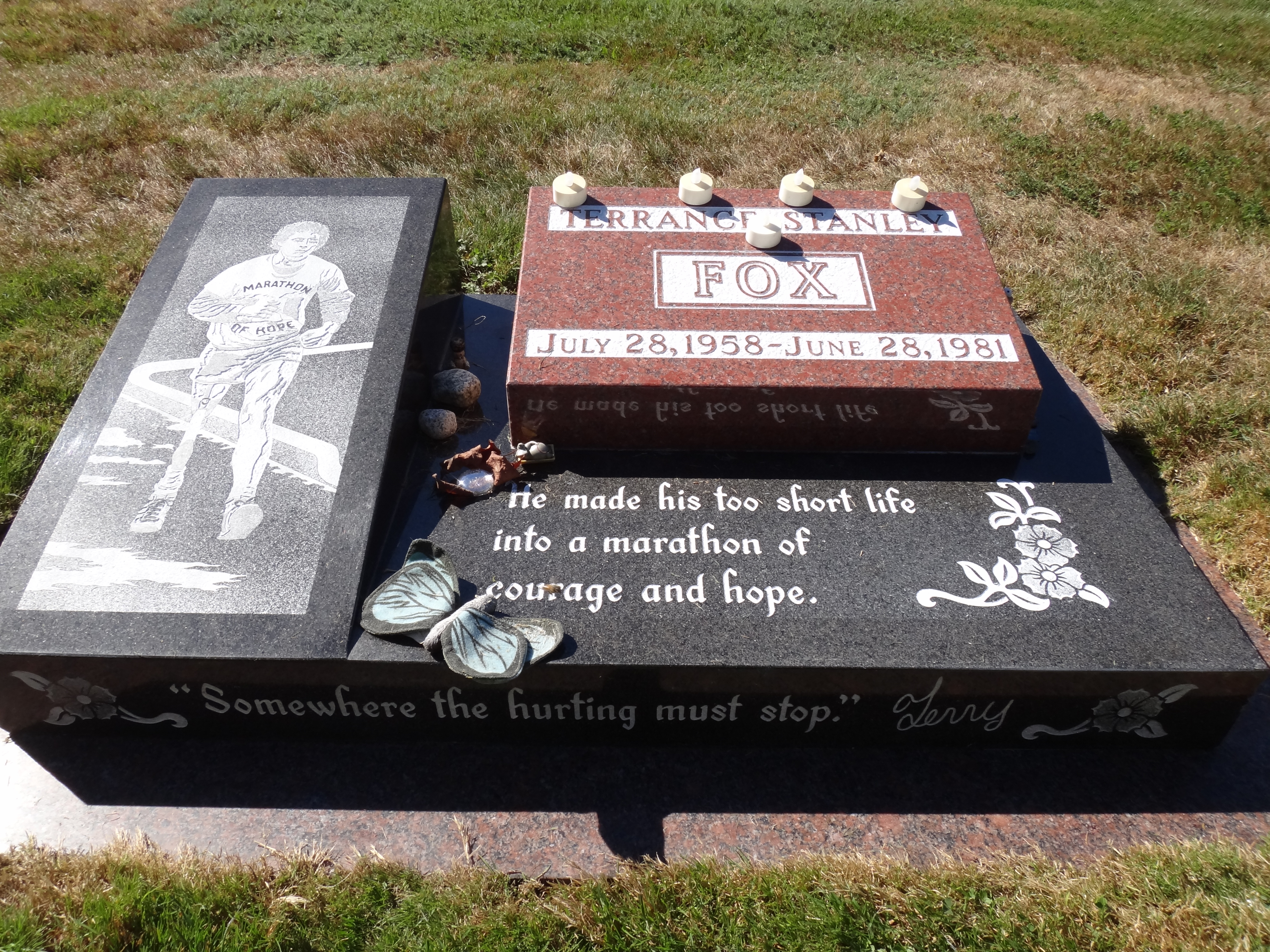
Tombe de Terry Fox à Port Coquitlam (Canada).

En juin 1981, Terry Fox contracte une pneumonie et tombe dans le coma le 27 juin. Il meurt le 28 à 4 h 35 (HNP), son heure préférée pour courir. Une année s'est écoulée depuis sa course légendaire, à un mois de son vingt-troisième anniversaire.
Les funérailles de Terry Fox sont grandioses, diffusées en direct sur le réseau télévisé national. Il est enterré au cimetière de Port Coquitlam. Après toutes ses courses, il avait récolté plus de 22 millions de dollars.

## La Course
La Course Terry Fox est organisée dans de nombreux points du globe chaque année afin de recueillir des fonds pour la recherche contre le cancer. Ce n'est pas une compétition, il n'y a ni gagnant ni prix, uniquement des gens qui s'assemblent pour lever des fonds pour la recherche. Steve Fonyo, rétabli d'un cancer qui l'a laissé amputé de la jambe gauche, inspiré par Terry, a complété la course de Terry jusqu'au bout.

## Culture populaire

### Télévision et cinéma
Son histoire est romancée dans le film télévisé de 1983 The Terry Fox Story au réseau HBO, mais l'œuvre est critiquée par la famille Fox car elle semble décrire Terry Fox comme étant coléreux. Dans le film, son rôle est tenu par Eric Fryer, lui-même amputé, qui reçut le prix du Meilleur Acteur lors de la 5e remise des Prix Génie en 1984 pour son interprétation.
En 2005, un nouveau film, intitulé Terry, a été réalisé par le réseau CTV. Dans ce film, Shawn Ashmore joue le rôle de Terry Fox. Le réalisateur utilisa l'infographie pour superposer une prothèse à la vraie jambe d'Ashmore.

### Littérature
Douglas Coupland a écrit une biographie en 2005 : Terry - The Life of Canadian Terry Fox.
Le roman d'Eric Walters Run qui met en scène un adolescent inquiet a été inspiré par une rencontre avec Terry Fox.

### Musique
Pendant que Terry Fox parcourait son Marathon de l'Espoir, le groupe de musique pop Nancy Ryan's Singers composa la pièce musicale Run Terry Run.
L'album Tonight I'm Yours (1981) de l'auteur-compositeur-interprète britannique Rod Stewart comporte la chanson Never Give Up On A Dream (coécrite avec Bernie Taupin), un hommage au Marathon de l'Espoir de Terry. Les revenus de l'œuvre ont été versés à la recherche contre le cancer.

## Récompenses et honneurs
- Compagnon de l'Ordre du Canada
- Second rang dans le « palmarès des grands Canadiens » tenu par la télévision d'état, selon le vote populaire
- Ordre du cornouiller de la Colombie-Britannique[11], plus haute récompense décernée à un citoyen de cette Province
- Récipiendaire du trophée Lou Marsh en 1980
- Nommé athlète de l'année lors de sa dernière année d'école secondaire
- Nommé Canadien de l'année 1980
- Nommé Canadien de la décennie 1980
- En 1982, Postes Canada émet un timbre en l'honneur de Terry Fox. Il devient la première personne à être honorée d'un timbre moins de dix ans après son décès[12],[13].
- En 2000, un deuxième timbre canadien rend hommage à Terry Fox, cette fois dans la Collection du millénaire, qui honore des personnalités canadiennes influentes[12],[14].
- Le comité organisateur des Jeux olympiques de Vancouver crée le « Prix Terry-Fox » afin de rendre hommage à l'athlète participant à ces jeux qui aura montré le plus de détermination et de courage[15].
- Le 4 avril 2005, premier jour d'émission d'une pièce de monnaie d'un dollar, édition spéciale montrant Terry Fox. Ce fut la première pièce canadienne d'usage courant montrant une personne autre que faisant partie de la famille royale. Elle montre Terry courant devant un arrière-plan de rochers et d'arbres du bouclier canadien. La photographie dont elle est tirée fut prise par Gail Harvey. Elle a été frappée par la Monnaie Royale Canadienne pour rendre hommage à Terry Fox, pour célébrer le 25eme anniversaire de sa célèbre course[16].
- Le comité organisateur des Jeux olympiques de Vancouver crée le « Prix Terry-Fox » afin de rendre hommage à l'athlète participant à ces jeux qui aura montré le plus de détermination et de courage[15].

- En 2017, un troisième timbre canadien célébrant le Marathon de l'espoir de Terry Fox est dévoilé. Ce timbre fait partie d'une collection soulignant les 150 ans du Canada et honore le célèbre exploit de Terry Fox comme un des moments marquants de l'histoire du pays[17].
- D'autres honneurs reçus sont décrits sur le site (en) : Terryfoxrun.org

### Écoles et édifices
- Le collège de Port Coquitlam fut renommé Terry Fox Secondary School en 1986. Cette école a été reconstruite en 1999 et porte toujours son nom ; dans ses murs se trouve le théâtre Terry Fox. Il existe de nombreuses écoles portant son nom partout au Canada.
- La bibliothèque Terry Fox Library à Port Coquitlam, succursale de la bibliothèque régionale de la vallée du Fraser, fut inaugurée en son honneur en 1983. La bibliothèque contient des souvenirs de Terry Fox et de son marathon, y compris la jambe artificielle qu'il utilisait à ce moment.
- La piste de sports de l'université Simon Fraser porte son nom, ainsi que celle du centre de sports SaskTel de Saskatoon.

- Le centre Terry-Fox de la jeunesse canadienne est situé à Ottawa. On y accueille des jeunes de partout au Canada participant au programme Rencontres du Canada.

### Routes et rues

#### Colombie-Britannique
- Abbotsford : Terry Fox Avenue
- Vancouver : Terry Fox Way

#### Île-du-Prince-Édouard
- Charlottetown : Terry Fox Drive

#### Ontario
- Brighton : Terry Fox Drive
- Champlain : Terry Fox Drive
- Kingston : Terry Fox Drive ; Steve Fonyo Drive est une rue adjacente
- Markham : Terry Fox Street
- Mississauga : Terry Fox Way
- Ottawa (Kanata) : Terry Fox Drive
- Thunder Bay, les 100 km les plus à l'est de l'Ontario : l'autoroute du courage de Terry Fox, section de la route transcanadienne

#### Québec
- Bristol : Rue Terry-Fox
- Bryson : Rue Terry-Fox
- Gatineau : Chemin Terry-Fox
- Kirkland : Place Terry-Fox et Rue Terry-Fox
- Laval : Avenue Terry-Fox (en face du Carrefour Laval)
- Mansfield-et-Pontefract : Chemin Terry-Fox
- Mascouche : Rue Terry-Fox
- Montréal (Verdun) : Rue Terry-Fox
- Mont-Tremblant : Rue Terry-Fox
- New Richmond : Avenue Terry-Fox
- Pontiac : Chemin Terry-Fox
- Portage-du-Fort : Rue Terry-Fox
- Rouyn-Noranda : Avenue Terry-Fox
- Saint-Apollinaire : Rue Terry-Fox
- Saint-Eustache : Boulevard Terry-Fox
- Saint-Georges-de-Clarenceville : Rue Terry-Fox
- Saint-Hyacinthe : Impasse Terry-Fox

### Autres

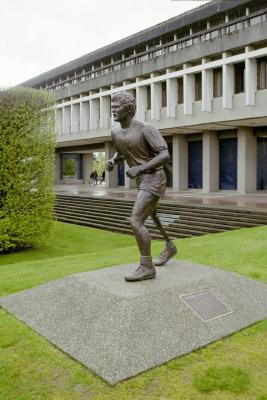
La statue du mémorial de Terry Fox, Simon Fraser University.

- NGCC Terry Fox, un brise-glace de la Garde côtière canadienne.
- Le Mont Terry Fox (52° 56′ 00″ N, 119° 14′ 00″ O; sommet 2 650 m), près de Valemount, Colombie Britannique est nommé en son honneur, ainsi que le Parc provincial du Mont Terry Fox
- À Montréal l'on retrouve le Belvédère Terry-Fox à Montréal et les parcs Terry-Fox à Blainville, Dollard-Des Ormeaux, Mascouche et Granby.
- Deux ponts honorent son nom à Saint-Eustache et Mansfield-et-Pontefract

### Sources
- (en) Terry Fox Run Site
- (en) CBC.ca - Terry Fox's legacy of hope

#### Biographie
- (en) Biographie provenant de la fondation Terry-Fox
- (en) Biographie sur le site de l'université Simon Fraser